# 草笠西塔螺
草笠西塔螺（学名：Sitalina Petasus-sinensis）为拟阿勇蛞蝓科西塔螺属的动物。分布于日本、印度尼西亚以及中国大陆的四川、湖北等地，生活环境为陆地，一般生活于山区、丘陵地区、农田附近潮湿的灌木草丛中以及腐木落叶石块下。
其种加词“sinensis”意为“中华的”。